# Fazenda Nova
Fazenda Nova es un municipio brasilero del estado de Goiás. Su población estimada en 2004 era de 7.056 habitantes. Se tornó municipio en 1953 y está al noroeste de la capital del estado.

## Mina de oro
Fazenda Nova posee una de las mayores minas de oro del Brasil. Propiedad de la empresa canadiense Yamana Gold Inc. que en realidad es un consorcio de inversores de otras minas tanto en el Brasil como en Bolivia.